# Ylijärvi (sjö i Enare, Lappland)
Ylijärvi är en sjö i kommunen Enare i landskapet Lappland i Finland. Sjön ligger 154,7 meter över havet. Arean är 35 hektar och strandlinjen är 4,97 kilometer lång. Sjön  ingår i Pasvik älvs huvudavrinningsområde.   Den ligger omkring 300 kilometer norr om Rovaniemi och omkring 1000 kilometer norr om Helsingfors. 
Ylijärvi ligger öster om Tuurujärvi. 